# Przewodniczący Brytyjskiej Partii Konserwatywnej
Przewodniczący Partii Konserwatywnej (ang. Chairman of the Conservative Party) jest odpowiedzialny za utrzymanie dyscypliny partyjnej i kontroluje pracę Centralnego Biura Partii. Jeśli konserwatyści są u władzy, przewodniczący Partii zwykle wchodzi w skład gabinetu.

## Lista przewodniczących Partii Konserwatywnej
- 1911–1916: Arthur Steel-Maitland
- 1916–1923: George Younger
- 1923–1926: Stanley Jackson
- 1926–1930: John Davidson
- 1930–1931: Neville Chamberlain
- 1931–1936: John Baird, 1. wicehrabia Stonehaven
- 1936–1942: Douglas Hacking
- 1942–1944: Thomas Dugdale
- 1944–1946: Ralph Assheton
- 1946–1955: Frederick Marquis, 1. wicehrabia Woolton
- 1955–1957: Oliver Poole, 1. baron Poole
- 1957–1959: Quintin Hogg, 2. wicehrabia Hailsham
- 1959–1961: Rab Butler
- 1961–1963: Iain Macleod
- 1963–1965: John Hare, 1. wicehrabia Blakenham
- 1965–1967: Edward du Cann
- 1967–1970: Anthony Barber
- 1970–1972: Peter Thomas
- 1972–1974: Peter Carington, 6. baron Carrington
- 1974–1975: William Whitelaw
- 1975–1981: Peter Thorneycroft, baron Thorneycroft
- 1981–1983: Cecil Parkinson
- 1983–1985: John Gummer
- 1985–1987: Norman Tebbit
- 1987–1989: Peter Brooke
- 1989–1990: Kenneth Baker
- 1990–1992: Chris Patten
- 1992–1994: Norman Fowler
- 1994–1995: Jeremy Hanley
- 1995–1997: Brian Mawhinney
- 1997–1998: Cecil Parkinson, baron Parkinson
- 1998–2001: Michael Ancram
- 2001–2002: David Davis
- 2002–2003: Theresa May
- 2003–2005: Liam Fox i Maurice Saatchi
- 2005–2007: Francis Maude
- 2007–2009: Caroline Spelman
- 2009–2010: Eric Pickles
- 2010–2012: baronessa Warsi i lord Feldman (współprzewodniczący)
- 2012–2016: lord Feldman i Grant Shapps (współprzewodniczący)
- 2016–2018: Patrick McLoughlin
- 2018–2019: Brandon Lewis
- 2019–2020: James Cleverly i Ben Elliot(inne języki) (współprzewodniczący)
- 2020–2021: Amanda Milling i Ben Elliot (współprzewodniczący)
- 2021–2022: Oliver Dowden i Ben Elliot (współprzewodniczący)
- 2022: Andrew Stephenson
- 2022–2023: Nadhim Zahawi
- 2023: Greg Hands(inne języki)
- 2023–2024: Richard Holden(inne języki)
- 2024: Richard Fuller(inne języki)
- 2024–: Nigel Huddleston(inne języki) i lord Johnson(inne języki) (współprzewodniczący)

## Źródła
- Party Structure and Organisation